# 努米-普蘇拉

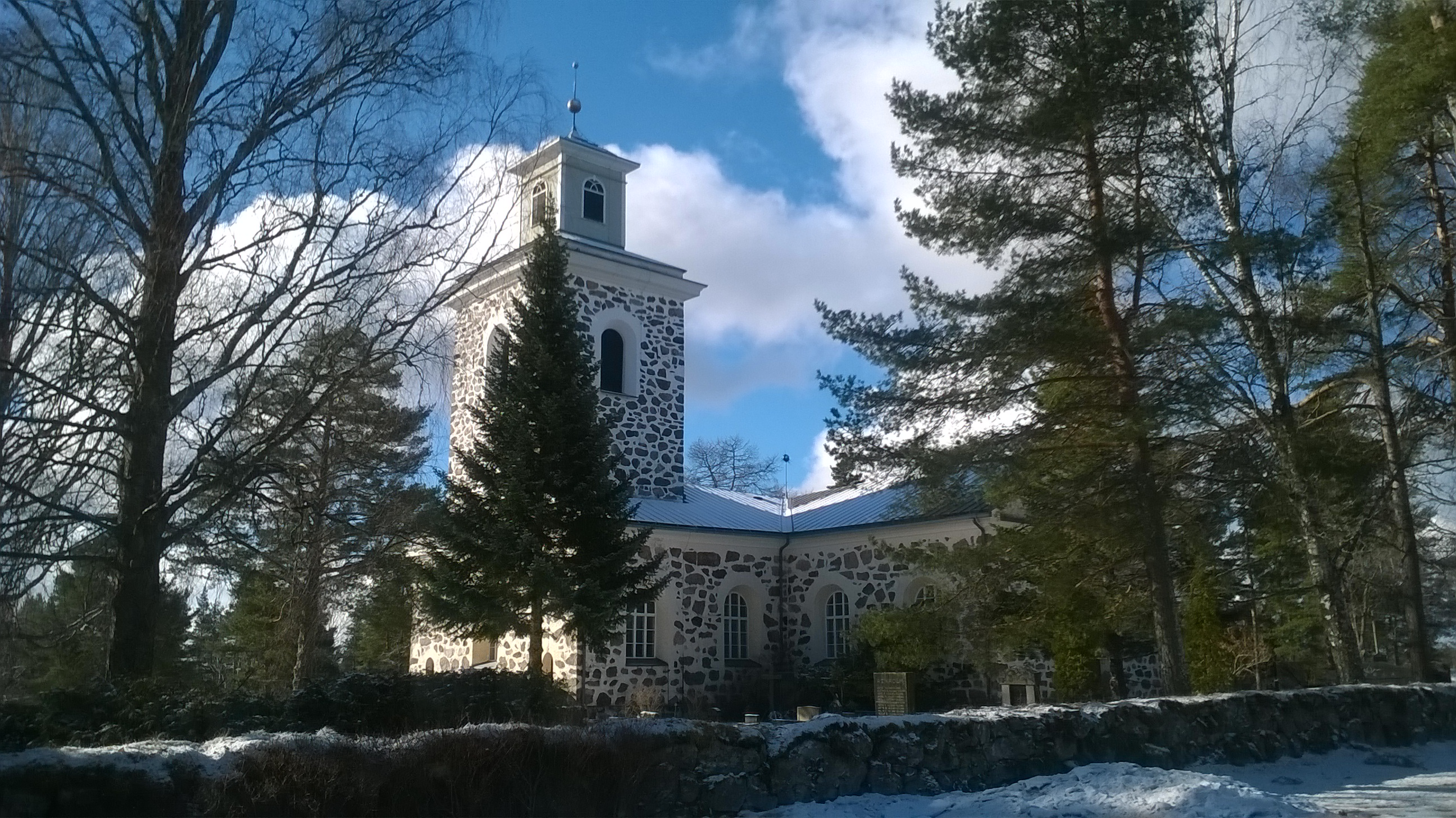
努米教堂

努米-普蘇拉（芬蘭語：Nummi-Pusula）是芬蘭新地區一个已废置的市鎮，始建於1981年，由努米和普苏拉两个市镇合并而成。面積505平方公里，最高點海拔高度146米，2013年人口6,158，人口密度為每平方公里13.15人。2013年1月1日与另一市镇一起并入洛赫亞市。

## 外部連結
- 洛赫亞市官方网站 （页面存档备份，存于） （文） （瑞典文）